# Sven Wiking
Sven Fredrik Wiking, född 26 april 1899 i Stockholm, död 26 augusti 1981 i Slottsstadens församling, Malmö, var en svensk psykiater. Han var son till Anders Fredrik Wiking. Han var gift två gånger och fick tre döttrar i första äktenskapet, däribland arkitekten Nadja Wiking. Nadja gifte sig med Jan Myrdal och var mor till Janken Myrdal.
Efter studentexamen i Djursholm 1917 blev Wiking Bachelor of Science i Chicago 1921 samt medicine kandidat 1923 och medicine licentiat i Stockholm 1927. Han var t.f. rasbiolog vid Statens institut för rasbiologi 1927–28, andre läkare vid Ulleråkers sjukhus i Uppsala 1929–35, förste läkare vid Källshagens sjukhus i Vänersborg 1935–48, fängelseläkare i Vänersborg 1938–46, överläkare i hjälpverksamhet vid Säters sjukhus 1948–53 och vid Sankt Lars sjukhus i Lund 1953–64. Han tillhörde stadsfullmäktige i Vänersborg 1938–41.